# Trieng Meuduro Tunong
Trieng Meuduro Tunong is een bestuurslaag in het regentschap Aceh Selatan van de provincie Atjeh, Indonesië. Trieng Meuduro Tunong telt 1031 inwoners (volkstelling 2010).